# Ahmadabad

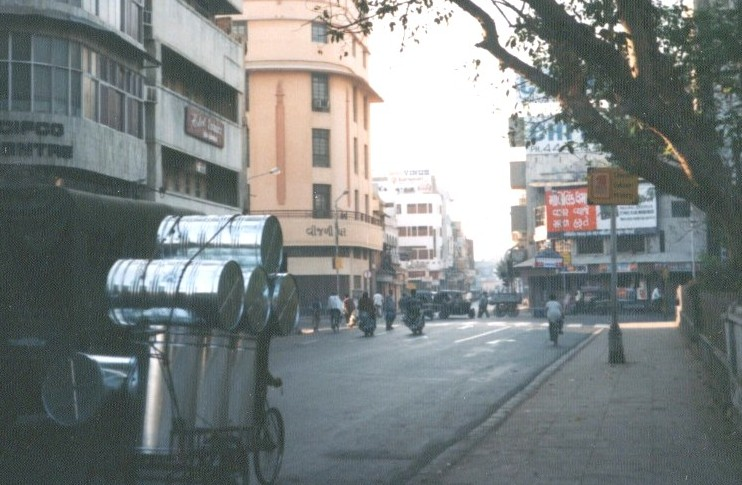
Ahmadabad

Ahmadabad (gudźarati અમદાવાદ, hindi अहमदाबाद, ang. Ahmedabad) – historyczna stolica i największe miasto Gudźaratu.

## Geografia
Współrzędne miasta wynoszą 23°02′N 72°34′E. Jest ono położone nad rzeką Sabarmati, na wysokości 53 m n.p.m. Występują tu tropikalne cyklony.

## Historia
Miasto zostało założone i nazwane na cześć sułtana Ahmeda Shaha w 1411 roku i zostało wtedy stolicą Sułtanatu Gudźarat. W czasie rządów brytyjskich zmodernizowano infrastrukturę miasta. W latach 1960–1970 miasto było stolicą stanu Gudźarat, następnie przeniesiono ją do nowo wybudowanego przedmieścia Gandhinagar. W 2017 roku historyczne miasto Ahmadabad zostało wpisane na listę światowego dziedzictwa UNESCO.
12 czerwca 2025 w mieście doszło do katastrofy samolotu Boeing 787 Dreamliner. Samolot rozbił się niedaleko lotniska.

## Gospodarka
Duży ośrodek przemysłu bawełnianego; rzemiosło; port lotniczy; stacja kolejowa; giełda papierów wartościowych; ośrodek turystyczny.

## Szkolnictwo wyższe
- Uniwersytet Gudźaratu (zał. w 1949)
- Uniwersytet Nauki i Technologii Nirma
- Uniwersytet Otwarty im. dr. Babasaheb Ambedkara (zał. w 1994)

## Znani mieszkańcy
- Vallabhbhai Jhaverbhai Patel – współtwórca państwa indyjskiego[7]

## Miasta partnerskie
- Kanton (Chiny)[8]